# Ronde van Frankrijk 2006/Negende etappe
De negende etappe van de Ronde van Frankrijk 2006 werd verreden op 11 juli 2006 tussen Bordeaux en Dax over 170 kilometer.

## Verloop
De laatste vlakke rit voor de Pyreneeën stond op het programma, en die laatste kans op een sprintzege lieten de sprinters niet aan zich voorbijgaan. Óscar Freire pakte zijn tweede etappezege in de straten van Dax.
Proloog ·
1e etappe ·
2e etappe ·
3e etappe ·
4e etappe ·
5e etappe ·
6e etappe ·
7e etappe ·
8e etappe ·
9e etappe ·
10e etappe ·
11e etappe ·
12e etappe ·
13e etappe ·
14e etappe ·
15e etappe ·
16e etappe ·
17e etappe ·
18e etappe ·
19e etappe ·
20e etappe
Startlijst · Eindstanden · Afbeeldingen